# Христо Аргіров
Христо Аргіров, відомий як Чауш (1884, Чичигаз, Еніджевардарський район, Егейська Македонія — 7 лютого 1922, Софія, Болгарія) — македонський революціонер, член Македонського комітету, едеський лідер Внутрішньої македоно-одринської революційної організації.

## Життєпис
Чауш народився в 1884 році в селі Енієвардар Чичигаз. Приєднався до ВМОРО і став комою воєводи Апостола. Згодом був призначений незалежним керівником компанії у Водені та Єніджевардарі. Влітку 1904 р. Апостол Воєвода і Христо Аргіров із загоном, що складався переважно з влахів, організували напад на патріархів між містами Гевгелія, Енідзе-Вардар і Воден і навіть залякали Негуш.
У травні 1912 р. з чотою Ічка Димитрова вступив до Македонії і був призначений Воденським повітовим воєводою. Під час Першої Балканської війни він очолював компанію македонсько-одринських добровольчих загонів, які діяли в Берско і допомагали грецькій армії взяти Бер і Негуш. У 1913 році був захоплений греками з усією ротою і утримувався до лютого 1914 року. Після окупації Егейської Македонії Грецією Аргіров знову став лідером ВМОРО. Помер у Софії 7 лютого 1922 року.